# Solaiman Chireh
Solaiman Chireh, även känd som Herish, född 1951 i Mahabad, Iran, död 2013 i Solna, Sverige, var en svenskkurdisk översättare, journalist och författare. Under 1990-talet översatte Herish texter åt den svenska artisten Gina Jacobi, som år 1995 gav ut den soranispråkiga kassetten Carê seretaye. 
Mellan åren 1993 och 2003 var Herish ensam redaktör och utgivare för tidskriften Gzing, ett soranispråkigt litteraturmagasin som gavs ut kvartalsvis. Totalt utgavs 40 fysiska nummer innan magasinet övergick till webbsida. 
Herish arbetade även med att översätta klassiska iranska verk till Sorani, däribland texter av den iranska poeten Hafez. En samling av dessa översättningar, Hafez of Herish, The Poems of Hafez in Kurdish, utgavs postumt 2015 av bokförlaget Kitab-I Arzan. 